# François Kollar
Pour les articles homonymes, voir Kollar.
François Kollar, né Ferenc Kollár (en hongrois) ou František Kollár (en slovaque) le 8 octobre 1904 à Senec et mort le 3 juillet 1979 à Créteil, est un photographe publicitaire et industriel français d'origine hongroise et slovaque.

## Biographie

### Enfance et émigration
Ferenc Kollár naît en Haute-Hongrie, région de langues hongroise et slovaque alors située en Autriche-Hongrie, dans la ville de Senec, non loin de Presbourg, l'actuelle Bratislava. Sa famille est d'origine modeste : ses grands-parents étaient cultivateurs dans la région de Šaľa. Son père, Michal, est employé des chemins de fer. Sa mère, Maria, née Hlavati, est mère au foyer. La famille compte quatre enfants.
Ferenc Kollár est scolarisé à Plavecký Štvrtok puis à 14 ans, il poursuit ses études en langue hongroise à l'école supérieure technique de Presbourg. Il y fréquente le cours de français.
Déjà intéressé par la photographie, il dispose d'un appareil photographique à plaques, un Ernemann 10x15 offert par son père.
En 1919, avec l'incorporation de la ville dans la nouvelle Tchécoslovaquie, Presbourg devient Bratislava et les cours en langue hongroise sont supprimés, ce qui contraint le jeune homme à arrêter ses études. Il entre alors aux chemins de fer tchécoslovaques et prend son premier poste à Nove Zamky, un carrefour ferroviaire situé près de la frontière hongroise.
En 1923, il est promu et muté à la direction centrale des chemins de fer à Bratislava. Mais il préfère s'expatrier — sans prévenir ses parents, qui cherchaient en vain à le marier — et se rend en France par le train, dont il descend à Paris, gare de l'Est. Il n'a emporté que quelques économies, qui s'évaporent bientôt en frais d'hôtel.

### Installation en France
Le jeune homme trouve rapidement du travail aux usines Renault, à Boulogne-Billancourt. Il y est d'abord tourneur, puis ajusteur. Débrouillard, il apprend vite, s'adapte rapidement, progresse notablement en français.
Mais cette vie ne lui convient pas car il rêve de devenir photographe. Il fait plusieurs tentatives d'embauches chez des photographes, qui restent vaines. C'est seulement en 1927 qu'il parvient à se faire embaucher au studio Bernès Marouteau et Cie, spécialisé dans la reproduction d’œuvres d'art, ce qui lui permet de rencontrer de nombreux artistes, notamment le sculpteur américain Jo Davidson.
L'une de ses connaissances, l'illustrateur espagnol Benito, l'introduit chez Draeger Frères, une grande imprimerie parisienne qui cherche à être à la pointe de la technique en matière de graphisme et de publicité. Il travaille au sein de cette société auprès du dessinateur Paul Iribe, avec qui il réalise diverses compositions publicitaires,.
Il a par ailleurs repris contact avec sa famille qui souhaite vivement le voir rentrer au pays. Son père vient le voir en 1929 et lui offre de lui avancer les fonds nécessaire à la création d'un studio photographique à Bratislava. Quelque peu réticent, François Kollar revient cependant avec son père en Tchécoslovaquie, tout en ne cessant de penser à la jeune Française rencontrée un mois plus tôt, Fernande Papillon. Au bout de deux mois, lassé de Bratislava qu'il trouve morne, il revient à Paris.
Il retrouve Fernande à son retour, une jeune femme de quatre ans sa cadette, orpheline de guerre, qui travaille dans l'administration des Postes. Ils se marieront l'année suivante, le 30 octobre 1930.
Le retour temporaire de François Kollar en Tchécoslovaquie lui a cependant fait perdre son emploi chez Draeger et il retrouve du travail au Studio Chevojon, une maison spécialisée dans le reportage industriel et architectural. Il quitte cette société pour entrer à l'imprimerie Lecram. Pendant plusieurs mois, il y travaille aux côtés du peintre André Vigneau, qui forme à la même époque Robert Doisneau. Vigneau est le directeur artistique de la société où il a créé un grand studio photographique et où il explore diverses voies comme le dessin animé et le cinéma.

### Œuvre photographique
L'année 1930 est des plus fructueuses pour François Kollar. Il publie pour la première fois des images sous son nom, dans la revue suisse Silber Spiegel, puis en avril, Jo Davidson lui demande de photographier certaines de ses sculptures. Kollar n'ayant pas de studio, Davidson lui propose de s'installer dans son propre atelier au 17, rue de la Tour, et lui avance l'argent dont il a besoin pour compléter son équipement.
Il travaille auprès de l'agence Dorland et réalise de nombreuses photographies publicitaires, qui sont publiées dans les magazines L'Illustration, Vu et Vogue. Pour le décorateur Maurice Barret, il réalise pour l'aménagement d'un bureau une grande frise photographique de douze images carrées dont la composition rigoureuse et épurée se marie parfaitement aux lignes du mobilier.
Le jeune homme n'ayant pas les moyens d'embaucher un modèle, c'est son épouse Fernande qui est mise à contribution, et il pose lui aussi sur ses propres images,.
De juin à septembre 1930, ses œuvres sont montrées à l'exposition internationale de photographie de Munich, avec celles d'autres photographes de l'avant-garde parisienne dont il fait désormais partie. C'est à cette occasion qu'il reçoit sa première critique : « Un des meilleurs envois de l'exposition de Munich fut incontestablement celui de ce jeune artiste — j'emploie à dessein le mot d'artiste — qu'est François Kollar. Kollar s'est en quelque sorte spécialisé dans les effets de reflets, de transparences ou de translucidités, et de perspectives. C'est dire qu'il a joué la difficulté. C'est dire l'intérêt très vif que présentent ses œuvres ». À la même époque, il expose en Suisse.
En novembre 1930, Kollar peut s'inscrire au registre du commerce comme photographe.
En 1931, la société Kodak-Pathé lui propose de publier, dans le magazine Le Professionnel Photographe qu'elle diffuse, une publicité pour ses films et papiers de tirage. Onze images sont reproduites en pleine page, dont la qualité révèle la maîtrise technique à laquelle Kollar est parvenu. À la même époque, il est contacté par un ami d'Iribe, Maximilien Vox, qui lui propose, au nom des Éditions Horizons de France, la réalisation d'une grande enquête sur le monde du travail. Elle allait devenir son œuvre principale, La France travaille, résultat de quatre années de prises de vue au cours d'un véritable tour de France.
La notoriété qu'il acquiert à la suite de cet imposant reportage lui permet d'obtenir plusieurs commandes publiques sous le Front populaire et il expose à plusieurs reprises dans des conditions prestigieuses, notamment au Museum of Modern Art de New York.
Parallèlement, il poursuit son activité de photographe de publicité, particulièrement dans le domaine de la mode et des produits de luxe. Il réalise aussi le portrait de nombreuses célébrités : Cocteau, Piaf, Dalí, Trenet, mais aussi la duchesse de Windsor ou le prince de Metternich. En 1937, il réalise la photo publicitaire de Coco Chanel, qui pose pour promouvoir le parfum N°5.
François Kollar et sa famille s'installent près de Poitiers pendant la Seconde Guerre mondiale, au château de Vayres récemment acheté. Kollar ouvre à Poitiers un magasin de radio-électricité. Au retour à Paris en 1945, il y ouvre un studio photographique mais ne retrouve pas les commandes prestigieuses d'avant-guerre. Une exposition qu'il monte en 1948 de ses 250 meilleures œuvres est un échec. C'est la publicité industrielle qui lui permet de vivre : il travaille alors pour les Potasses d'Alsace, les Grands Moulins de Paris, des cimentiers, mais aussi l'orfèvre Christophle.
En 1951, il part en Afrique française réaliser un reportage commandé par le Gouvernement.
En 1960, avec l'aide de ses enfants Marie-Françoise et Jean-Michel, il réalise le plus grand tirage photographique jamais fait en Europe, une image de 750 m2 pour le Festival de la Haute couture internationale. Bien que moins prestigieuse qu'avant-guerre, sa carrière se poursuit honorablement, et en 1965, son pays natal lui rend hommage avec une exposition de ses œuvres à la Galerie nationale de Bratislava.
Il meurt à Créteil en 1979.

## Famille
Fernande Papillon, épouse Kollar, est née le 11 septembre 1908 au Caire, son père étant alors commissaire de bord d'une compagnie maritime ayant son port d'attache à Alexandrie. Elle est morte le 11 novembre 1985 à Créteil. Le couple a eu trois enfants, Jean-Michel en 1936, Marie-Françoise en 1937, et Jean-Bernard en 1942. Le jeune frère de l'épouse de Kollar, André Papillon (1910-1986), apprit la photographie avec lui et devint par la suite photographe professionnel.

## Collections publiques
- Charenton-le-Pont, médiathèque de l'architecture et du patrimoine.
- Paris, bibliothèque Forney[5]

## Expositions

### Expositions personnelles
- 1981 : Photographies 1928-1940, Rencontres d'Arles.
- De novembre 1989 à février 1990 : palais de Tokyo, Paris.
- 2004 : Rétrospective, Maison hongroise de la photographie, Budapest.

### Expositions collectives
- 2004 : New York ;
- 2004 : Helmond, Pays-Bas.
- 2005 : galerie nationale du Jeu de Paume à l'hôtel de Sully, Paris ;
- 2005 : Milan.
- 2006 : L'Île aux Images, galerie Sylvain Di Maria, Paris ;
- 2006 : galerie nationale du Jeu de Paume à l'hôtel de Sully, Paris.
- 2007 : Institut Franco-Japonais de Tokyo ;
- 2007 : Musée de la publicité, Paris ;
- 2007 : La Maison Rouge, Paris.
- 2008 : Centre Pompidou, Paris.
- 2009 : galerie nationale du Jeu de Paume à l'hôtel de Sully, Paris.
- 2013 : La Volonté de bonheur. Témoignages photographiques du Front populaire 1934-1938, avec des photographies de Brassaï, Robert Capa, Henri Cartier-Bresson, Robert Doisneau, Nora Dumas, Gisèle Freund, André Kertész, François Kollar, Sam Lévin, Éli Lotar, Willy Ronis, David Seymour, Pavillon populaire, Montpellier.
- 2016 : Jeu de Paume, Paris[6].
- 2021 : Couper le son et arrêter le mouvement, une exposition de la Médiathèque de l'architecture et du patrimoine, avec des photographies de John Batho, Marcel Bovis, François Kollar, Jacques-Henri Lartigue, François Le Diascorn, Dolorès Marat, Émile Muller, Jean Pottier, Bruno Réquillart, Willy Ronis, Frères Séeberger, Le Quadrilatère, Centre d'art de Beauvais, dans le cadre des 18e Photaumnales

## Publications
- La Chambre de commerce de Marseille, son rôle, ses institutions, photographies de François Kollar, édité par la Chambre de Commerce de Marseille, 1935.
- Les Hommes de l'État : Cheminots des années 30 (Le Temps de la vapeur), Paris, La Vie du rail, 1986, 111 p. (ISBN 978-2-902808-26-7).
- La France travaille, Paris, Société des Amis de la Bibliothèque Forney, 2000, 190 p. (ISBN 978-2-7012-0576-2).
- Nous étions des paysans, Paris, Éditions de La Martinière, 2010, 275 p. (ISBN 978-2-7324-4129-0).